# Kolopopo
Kolopopo est une localité française, qui n'a pas le statut de commune mais le statut de village, de Wallis-et-Futuna, dans le district de Mu'a, au sud de l'île de Wallis.  

## Géographie

### Situation et description
Il s'agit du village le plus au sud de Wallis. 

## Urbanisme

### Hameaux, lieux-dits et écarts
À Wallis, les villages sont divisés en plusieurs sections (des « classes », kalasi) qui se complètent ou se relaient dans toutes les entreprises collectives et pour l’organisation des cérémonies. Parmi ces kalasi se trouvent des zones résidentielles nommées api.

#### Api
Agahā, Falefehi, Falafo'o, Fogo'one, Haupopo, Halaleva, Haupopo, Kalevalio, Lagakali, Lahakau, Lalau, Lalofusi, Lanumea, Lulutagi, Makamaka, Maifi, Matafele, Palemata, Papaga, Palemata, Talitalinoa, Tefihi, To'oto'oga, Uiha, Utulega, Vila, Vilamalia et Vilau.

## Histoire

### Époque contemporaine
C'est là que débarquent en 1837 les premiers missionnaires maristes qui ont évangélisé Wallis.

## Politique et administration

### Liste des chefs de village (Ilakelekele)
| Période                                  | Période      | Identité           | Étiquette | Qualité     |
| ---------------------------------------- | ------------ | ------------------ | --------- | ----------- |
| Les données manquantes sont à compléter. |              |                    |           |             |
| ?                                        | ?            | Valeliano Lenato   |           | Agriculteur |
| Les données manquantes sont à compléter. |              |                    |           |             |
| 6 février 2016                           | 13 août 2016 | Eselone Ikai       |           |             |
| 13 août 2016                             | En cours     | Soane Bosco Tuifua |           |             |

## Population et société

### Démographie
En 2018, le village de Kolopopo compte une population de 99 habitants.

## Culture locale et patrimoine

### Lieux et monuments
En 1887, à l'occasion des cinquante ans de la présence de la religion catholique sur l'île de Wallis, une croix est érigée et bénite en mémoire du débarquement sur l'île des missionnaires et de l'ordination de Pierre Bataillon en tant qu'évêque d'Eno, le 3 décembre 1843 par Guillaume Douarre.